# ويليام هاو
ويليام هاو (بالإنجليزية: William Howe)‏ هو مهندس معماري ومخترِع أمريكي، ولد في 12 مايو 1803 في سبنسر في الولايات المتحدة، وتوفي في 19 سبتمبر 1852 في سبرينغفيلد في الولايات المتحدة.

## وصلات خارجية
- ويليام هاو على موقع الموسوعة البريطانية (الإنجليزية)